# Ganz-MÁVAG

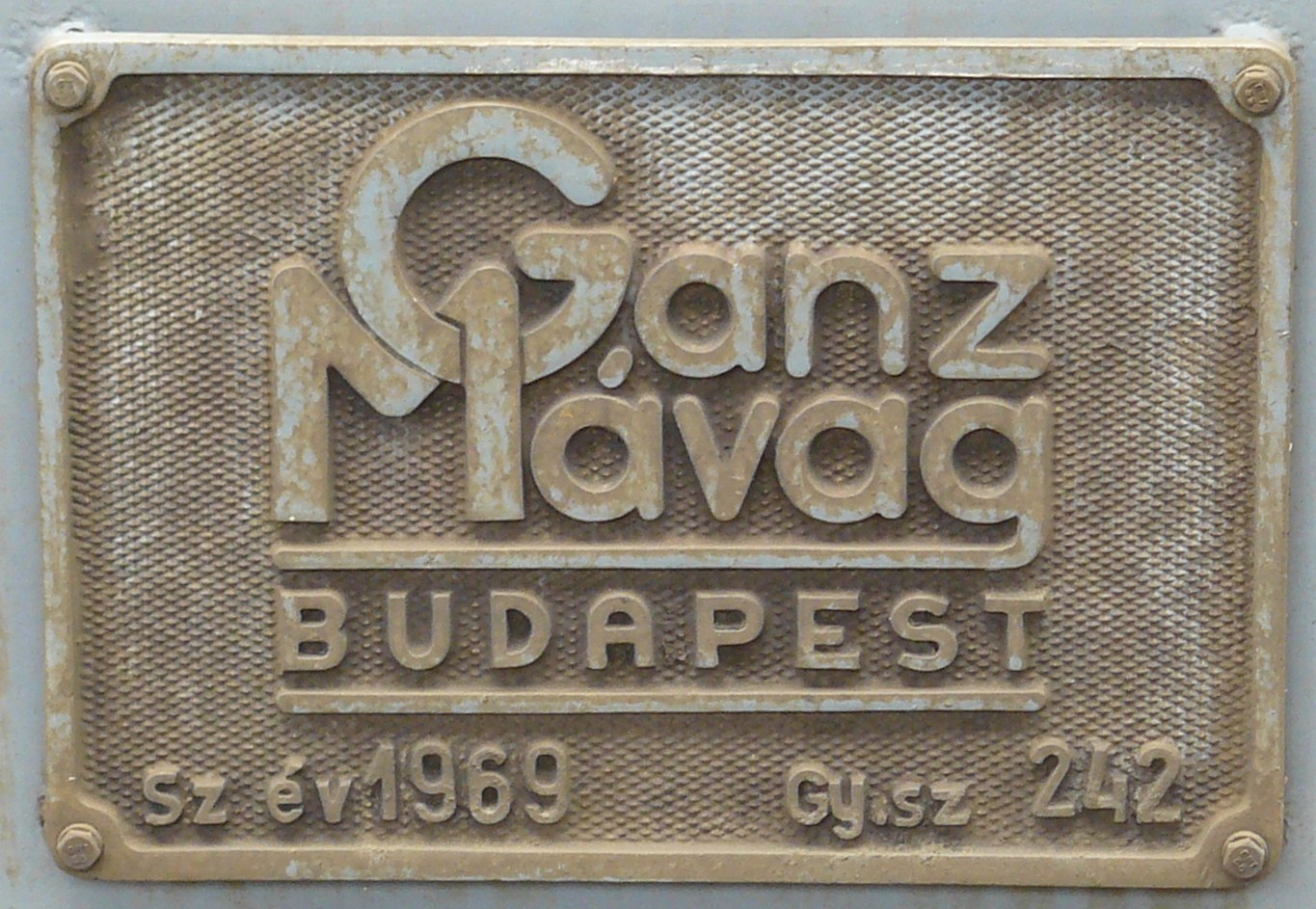
Ganz Mavag - firemní štítek

Ganz-MÁVAG (Magyar Állami Vas-Acel-és Gépgyár, česky Maďarská státní železniční, metalurgická a strojnická továrna) je maďarský výrobce lokomotiv a železničních vozů sídlící v Budapešti. Vznikl roku 1959 sloučením podniků Ganz a MÁVAG. V historii Československých státních drah firma nejvíce proslula dodávkou ucelených motorových jednotek pro dálkovou dopravu řady M 298.0. Jednotka na celých 15 let propůjčila podobu mezinárodnímu expresnímu vlaku Hungaria a sloužila až do nástupu elektrické trakce.